# حساب برداری
حساب برداری (به انگلیسی: Vector Calculus) شاخه‌ای از ریاضیات است که با مشتق و انتگرال میدان‌های برداری به‌ویژه در فضای اقلیدسی سه‌بعدی ({\displaystyle \mathbf {R} ^{3}}) سر و کار دارد.
حساب برداری، گاهی به‌عنوان مترادف موضوع وسیع‌تر حساب چندمتغیره به‌کار می‌رود که علاوه بر حساب برداری، شامل مشتق پاره‌ای و انتگرال چندگانه هم می‌شود. حساب برداری، نقش مهمی در هندسه دیفرانسیل و معادلات دیفرانسیل با مشتقات پاره‌ای ایفا می‌کند و به‌طور گسترده‌ای در فیزیک و مهندسی، به‌ویژه در توصیف میدان‌های الکترومغناطیسی، میدان‌های گرانشی و دینامیک شاره‌ها به‌کار می‌رود.
حساب برداری، در اواخر قرن ۱۹ میلادی، توسط ویلارد گیبز و الیور هویساید و با تحلیل چهارگان‌ها شکل گرفت. بیشتر نمادها و واژگان فنی حساب برداری، توسط گیبز و ادوین ویلسون ابداع شده و در کتاب آنها با نام Vector Analysis که در سال ۱۹۰۱ منتشر شد، مورد استفاده قرار گرفتند.